# Cleitos (compagnon d'Alexandre)
Pour les articles homonymes, voir Cleithos.
Cleitos, Kleitos ou Cleithos, surnommé le Noir (en grec ancien Κλεῖτος / Kleitos), né vers 375, mort en 328 av. J.-C., est un officier de Philippe II et d'Alexandre le Grand dont il est un proche Compagnon. Il périt de la propre main du souverain durant un banquet en Sogdiane.

## Carrière sous Alexandre
Fils de Dropidès, un noble macédonien, Cleitos est, au début de la conquête, un des officiers les plus proches d'Alexandre le Grand qu'il connait depuis l'enfance car il est le frère de Lanicé, sa nourrice. Il semble avoir bénéficié d'une haute considération déjà sous le règne de Philippe II. Il appartient à l'escadron de la garde royale (ou agéma) au moment où l'armée macédonienne débarque en Anatolie en 334 av. J.-C. Durant la bataille du Granique, il sauve la vie du roi : alors que les troupes perses subissent la charge de la cavalerie des Compagnons, Spithridatès, satrape de Lydie, montre un grand courage dans la bataille et livre un combat singulier à Alexandre. Il manque de le tuer mais le roi est sauvé par Cleitos qui abat Spithridatès. Le récit de cet épisode diffère selon les sources antiques :
- Arrien affirme que Cleitos lui aurait tranché le bras[1].
- Plutarque affirme que Cleitos l’aurait transpercé de sa lance[2].
- Diodore de Sicile le confond avec le satrape Mithidrate, gendre de Darius III qu’Alexandre a tué en combat singulier, et raconte l’épisode de la main tranchée au sujet de Rhosacès, frère de Spithridatès[3].
- Selon Arrien et Plutarque c’est bien Alexandre qui tue Rhosacès, alors que Spithridatès le menace. Arrien élargit l’amputation de ce dernier au bras, ce qui constitue la version la plus citée de nos jours. Pour Plutarque, c’est le corps que Cleitos lui transperce.

À la bataille de Gaugamèles, il commande l'escadron de la garde royale (ou agéma). À partir de 330, il dirige avec Héphaistion la cavalerie après la mise à mort de Philotas. Quand le satrape Artabaze décide de se retirer, le roi confie à Cleitos la satrapie de Bactriane.

## Mort de Cleitos

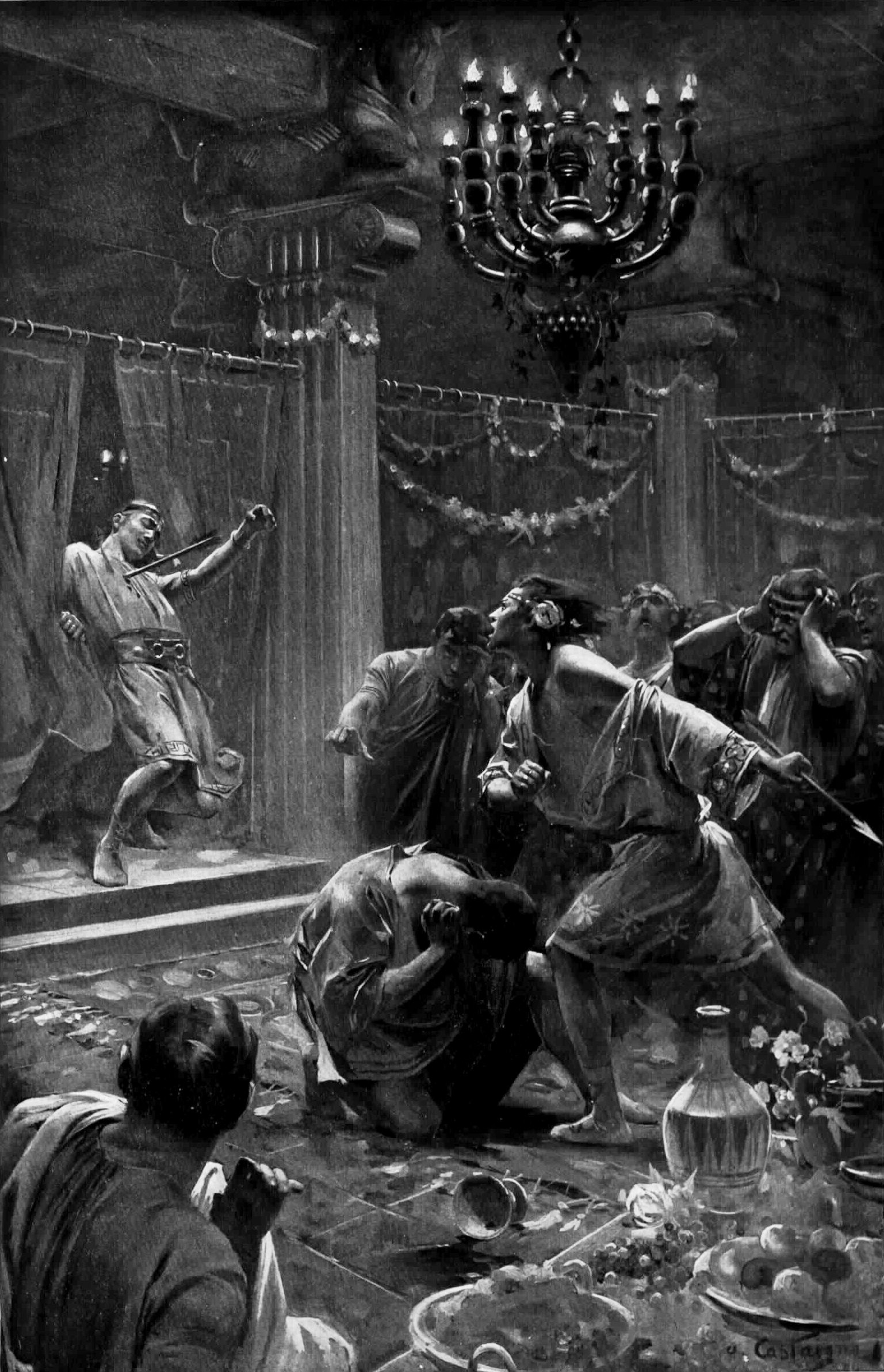
La mort de Cleithos, André Castaigne, 1899.

À l'automne 328 av. J.-C., dans l'actuelle province de Samarcande, comme il le fait toujours avant de quitter une ville conquise, Alexandre organise un grand banquet dans un palais situé sur la colline d'Afrosiab. Pour son entourage, la soirée est spéciale car elle marque aussi le départ de Cleitos qui, nommé satrape de Bactriane, doit quitter la campagne en cours. Cleitos qui s'est toujours considéré comme un compagnon proche du souverain depuis son enfance (il est le frère de sa nourrice), souffre de cette décision et a la sensation d'être mis à l'écart, à 50 ans.
En outre, le banquet est organisé en l'honneur des Dioscures, alors que les Macédoniens sont censés ce jour-là vénérer Dionysos. Pendant la beuverie, des convives affirment qu'Alexandre surpasse Castor et Pollux, et vont même jusqu'à railler Héraclès et ses « travaux ». Cleitos, qui déjà n’approuve pas la politique d'union avec les « barbares », ne peut tolérer ces outrages faits à la divinité et aux héros. Il affirme que la gloire d’Alexandre est d'abord l’œuvre collective des Macédoniens. En réponse à la colère de Cleitos, des invités cherchent à flatter le roi en dénigrant la mémoire de son père, Philippe II. Cleitos rétorque que les exploits de Philippe II méritent célébration tout en reprochant à Alexandre la mort d'Attale et de Parménion. Cleitos, manifestement ivre, se montre injurieux et rappelle au roi qu’il lui a sauvé la vie à la bataille du Granique. Cleitos est alors évacué de la salle de banquet par Ptolémée mais revient brusquement sur ses pas et reçoit alors un coup de javeline, ou de sarisse selon Lucien de Samosate, de la part d'un Alexandre fou d'ivresse et de rage ; tout en atteignant son ami, il lui suggère d’aller rejoindre Philippe II, Attale et Parménion dans l'au-delà. Selon Aristobule, dont le récit est repris par Arrien, Cleitos est responsable de sa mort car il est retourné affronter Alexandre alors qu'il avait été évacué de la salle. Alexandre se rend immédiatement compte de l'horreur de son acte et tente de se tuer sur le corps de son ami, mais il en est empêché par ses gardes qui le transportent dans sa tente. Le roi se lamente en appelant de leurs noms Cleitos et Lanicé, la nourrice qui l’a élevé, et se prive de nourriture pendant trois jours.

## Portée symbolique et politique de la mort de Cleitos

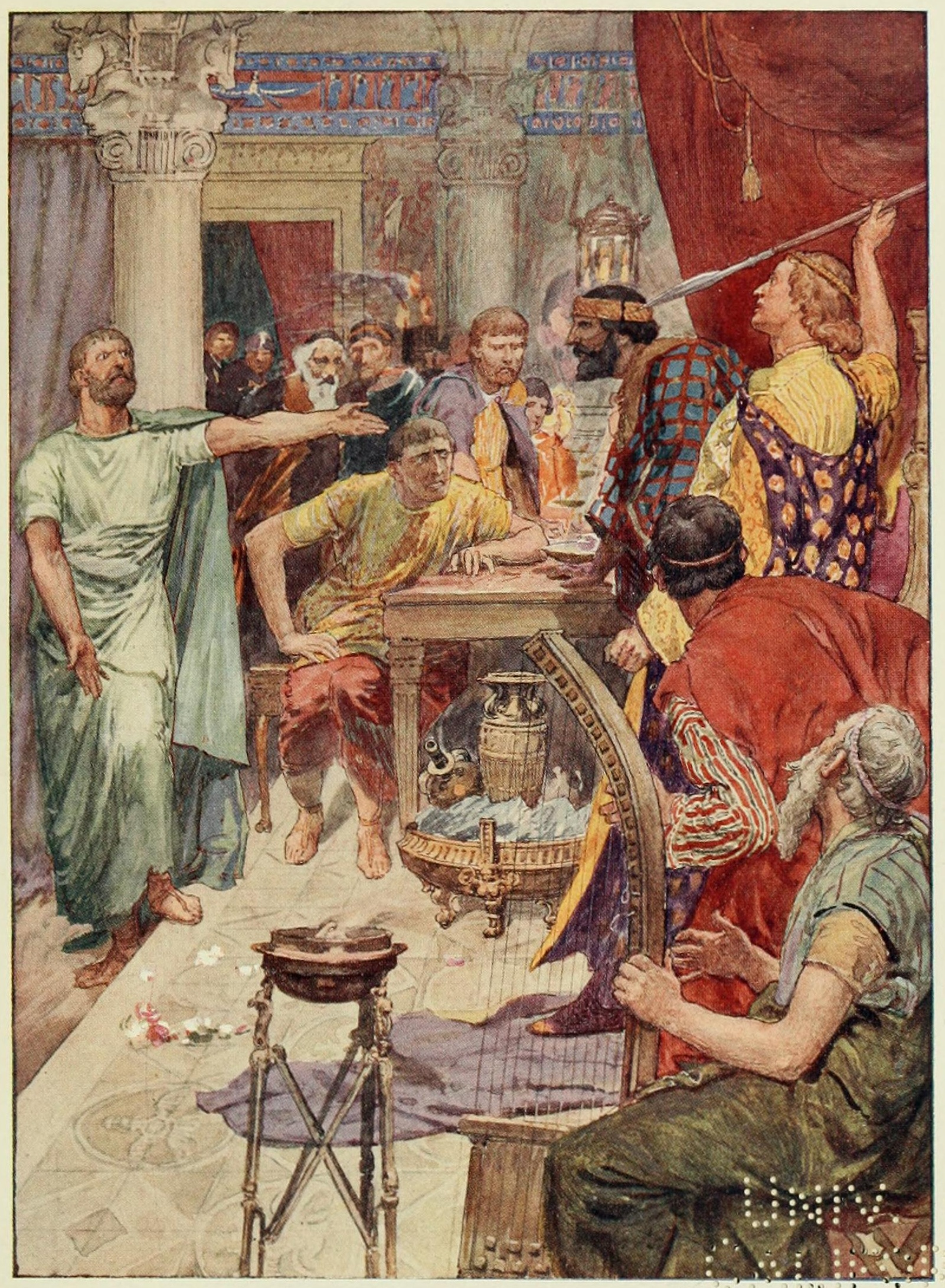
Illustration de la mort de Cleitos dans Plutarch's lives for boys and girls, 1900.

L’ivresse n'est pas la seule explication à cette fin tragique. Car Cleitos, qui appartient à une génération plus ancienne qu'Alexandre et ses proches compagnons, se fait le porte-parole des vétérans qui n’apprécient pas la politique d’assimilation menée par Alexandre envers les Perses, dont la proskynèse (ou prosternation) devant le roi. Il témoigne également d'un sentiment de trahison du fait de l'exécution de Parménion (et de son fils Philotas), considéré comme le plus fidèle général de Philippe II. Alexandre, tout en éprouvant une peine, semble-t-il, sincère, justifie le meurtre de Cleitos en l'imputant à la fureur de Dionysos, dont la colère, initiée par la destruction de Thèbes, a été entretenue par le fait qu'Alexandre a sacrifié ce jour-là aux Dioscures. Alexandre consent à lui offrir de grandioses funérailles dignes de son rang, malgré l'avis contraire de son entourage. D’après Arrien, au sujet de ce meurtre, le philosophe Anaxarque exprime à Alexandre le principe selon lequel les actes du roi sont forcément justes.
Pour autant, la mort de Cleitos a pu écorner le loyalisme d'une partie des Macédoniens à l'égard d'Alexandre, comme en témoigne la conjuration des Pages durement réprimée et l'exécution de Callisthène qui s'ensuit en 328 av. J.-C.

## Dans les arts
- Dans le film Alexandre réalisé par Oliver Stone en 2004, Cleitos est interprété par Gary Stretch.
- Dans la websérie « Confession d'Histoire - Alexandre le Grand », Cleitos est incarné par le comédien de doublage Boris Rehlinger[6].

## Sources antiques
- Diodore de Sicile, Bibliothèque historique [détail des éditions] [lire en ligne], XVII.
- Plutarque, Vies parallèles [détail des éditions] [lire en ligne], Vie d'Alexandre.
- Arrien, Anabase [lire en ligne].